# ایزار ایلخانوف
ایزار ایلخانوف (زاده ۱۲ تیر ۱۳۱۳ - تهران) بوکسور اهل ایران بوده‌است.
وی در بازی‌های المپیک تابستانی ۱۹۶۰ در وزن ۴۸–۵۱ (Flyweight) شرکت کرده که پس از استراحت در مرحله اول با شکست برابر جیمز بادریان بوکسور اهل رودزیا از مسابقات کنار رفت.